# Ignacio Serricchio
Ignacio Ariel Serricchio (Buenos Aires, 19 aprile 1982) è un attore argentino con cittadinanza statunitense.

## Biografia
Nato a Buenos Aires, in Argentina, da una famiglia di origini italiane, all'età di undici anni con la famiglia si trasferisce a Città del Messico, dove ha frequentato il liceo. Successivamente la famiglia Serricchio si trasferisce a New York, dove Ignacio si è iscritto all'Università di Syracuse ed è stato accettato nel programma di teatro. Alla fine del secondo anno si trasferirono a Los Angeles, completando gli studi presso la Loyola Marymount University.
Nel 2005 entra nel cast della soap opera General Hospital, dove fino al 2008 ha interpretato il ruolo del problematico Diego Alcazar. In seguito ha preso parte a varie serie televisive, tra cui Ghost Whisperer - Presenze e Privileged. Dal 2012 al 2014 ha interpretato il ruolo ricorrente del detective della polizia Alex Chavez nella soap opera Febbre d'amore. Sempre in ambito televisivo ha partecipato alle serie televisive Le streghe dell'East End e Bones.
In ambito cinematografico ha avuto un ruolo di rilievo nel film horror Quarantena 2. Dal 2018 fa parte del cast della serie TV di fantascienza Lost in Space, rifacimento dell'omonima serie degli anni sessanta.

## Filmografia

### Cinema
- States of Grace, regia di Richard Dutcher (2005)
- Cold Play, regia di Geno Andrews e D. David Morin (2008)
- Keith, regia di Todd Kessler (2008)
- The Accidental Death of Joey by Sue, regia di Neal Thibedeau e Sarah Louise Wilson (2010)
- Quarantena 2 (Quarantine 2: Terminal), regia di John Pogue (2011)
- Seymour Sally Rufus , regia di Cindy Baer (2011)
- Giustizieri da strapazzo - Bad Asses (Bad Ass 2: Bad Asses), regia di Craig Moss (2014)
- The Wedding Ringer - Un testimone in affitto (The Wedding Ringer), regia di Jeremy Garelick (2015)
- Il corriere - The Mule (The Mule), regia di Clint Eastwood (2018)

### Televisione
- Dr. House - Medical Division (House, M.D.) – serie TV, episodio 2x03 (2005)
- Unfabulous – serie TV, 1 episodio (2005)
- Rodney – serie TV, 1 episodio (2005)
- Lincoln Heights - Ritorno a casa (Lincoln Heights) – serie TV, 1 episodio (2007)
- Wildfire – serie TV, 1 episodio (2007)
- General Hospital – soap opera, 20 episodi (2005-2008)
- Ghost Whisperer - Presenze (Ghost Whisperer) – serie TV, 6 episodi (2007-2008)
- Privileged – serie TV, 6 episodi (2008-2009)
- House of Payne – serie TV, 1 episodio (2009)
- Good Morning Rabbit – serie TV, 1 episodio (2010)
- Covert Affairs – serie TV, 1 episodio (2011)
- CSI: Miami – serie TV, 1 episodio (2012)
- Il risolutore (The Finder) – serie TV, 2 episodi (2012)
- The Client List - Clienti speciali (The Client List) – serie TV, 1 episodio (2012)
- CSI - Scena del crimine (CSI: Crime Scene Investigation) – serie TV, 1 episodio (2013)
- Febbre d'amore (The Young and the Restless) – soap opera, 71 episodi (2012-2014)
- The Bay – serie TV, 14 episodi (2011-2014)
- Le streghe dell'East End (Witches of East End) – serie TV, 9 episodi (2014)
- Scorpion – serie TV, 1 episodio (2015)
- Zoe Ever After – serie TV, 8 episodi (2016)
- Bones  – serie TV, 9 episodi (2014-2017)
- Girlfriends' Guide to Divorce – serie TV, 5 episodi (2017)
- Il detenuto (El recluso) – serie TV, 13 episodi (2018)
- Lost in Space – serie TV (2018-2021)
- L'estate in cui imparammo a volare (Firefly Lane) - serie TV (2022-2023)

## Doppiatori italiani
Nelle versioni in italiano delle opere in cui ha recitato, Ignacio Serricchio è stato doppiato da:
- Stefano Crescentini in Ghost Whisperer - Presenze, Lost in Space
- Francesco Pezzulli ne Il risolutore, L'estate in cui imparammo a volare
- Alessio Ward in Keith
- Gianfranco Miranda in Quarantena 2
- Roberto Gammino in The Wedding Ringer - Un testimone in affitto
- Jacopo Venturiero ne Il corriere - The Mule
- Simone Crisari in Dr. House - Medical Division
- Alessandro Rigotti in CSI: Miami
- Guido Di Naccio in CSI - Scena del crimine
- Francesco De Francesco in Bones
- Paolo De Santis ne Il detenuto
- Ruggero Andreozzi in Good Girls